# Santa Ana (Francisco Morazán)
Pour les articles homonymes, voir Santa Ana.
Santa Ana est une municipalité du Honduras, située dans le département de Francisco Morazán. Elle est fondée en 1889. La municipalité de Santa Ana comprend 6 villages et 56 hameaux.

## Source de la traduction
- (en) Cet article est partiellement ou en totalité issu de l’article de Wikipédia en anglais intitulé « Santa Ana, Francisco Morazán » (voir la liste des auteurs).